# Buddingtonita
La buddingtonita es un mineral de la clase de los tectosilicatos, y dentro de esta pertenece al llamado “grupo del feldespato”. Fue descubierta en 1963 en una mina cerca de Clearlake, en California (Estados Unidos), siendo nombrada así en honor de Arthur F. Buddington, petrólogo estadounidense. Un sinónimo es su clave: IMA1963-001.

## Características químicas
Es un aluminosilicato anhidro de amonio. La estructura molecular es de tectosilicato sin agua zeolítica, tipo feldespato.
Además de los elementos de su fórmula, suele llevar como impurezas: magnesio, calcio, bario, sodio y potasio.

## Formación y yacimientos
Se forma a baja temperatura mediante reemplazamiento hidrotermal de plagioclasa en roca andesita, alterada por fluidos calientes conteniendo amonio; también se ha encontrado en una roca riolita metamorfizada y en una formación de fosforita sedimentaria.
Suele encontrarse asociado a otros minerales como: plagioclasa, azufre, estibina, pirita, marcasita, amoniojarosita, yeso, barita, anatasa, montmorillonita, illita, albita o caolinita.